# ハンビッ原子力発電所

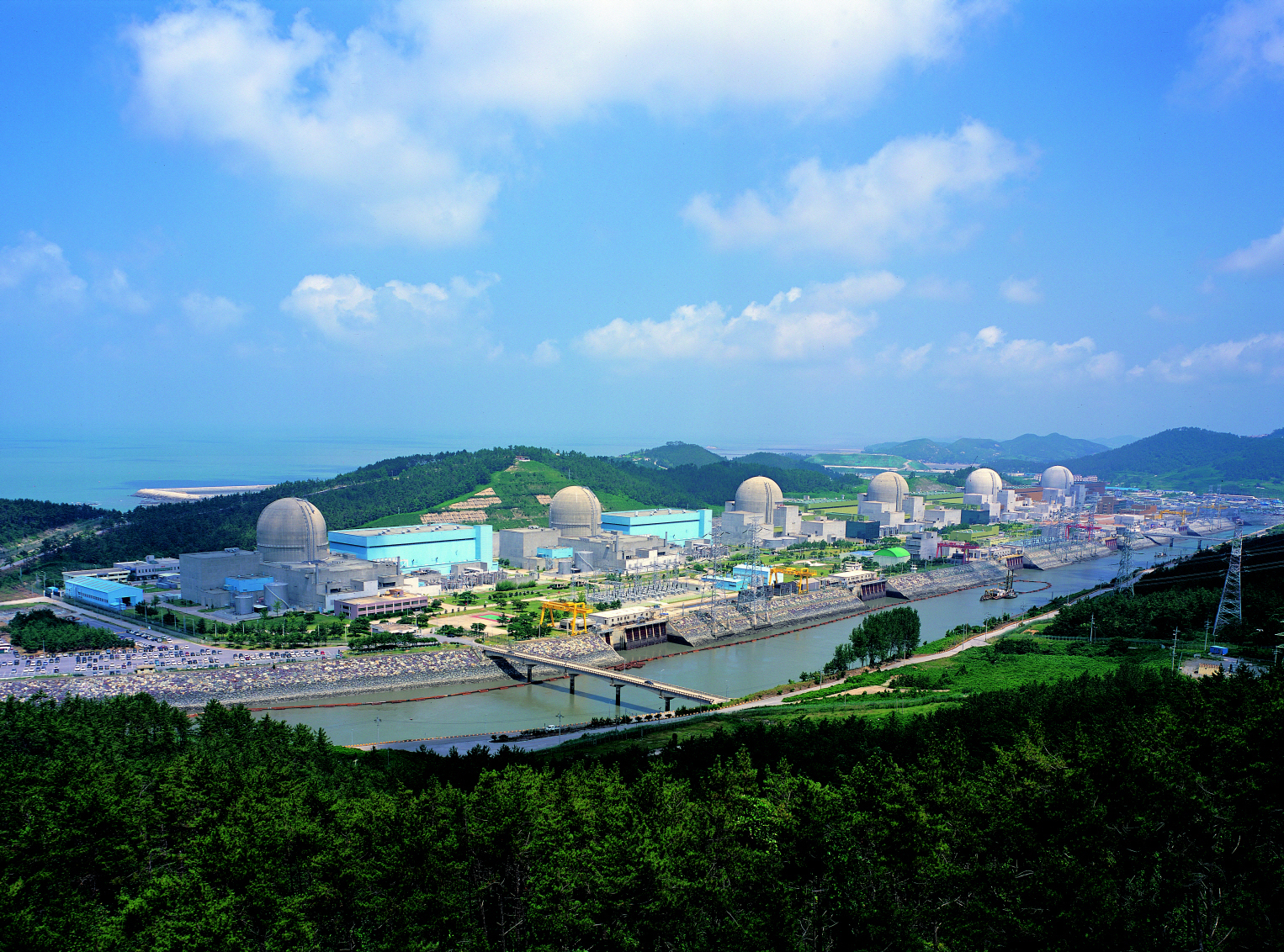
ハンビッ原子力発電所 (IAEAによる撮影)

ハンビッ原子力発電所（ハンビッげんしりょくはつでんしょ）は、大韓民国全羅南道霊光郡にある原子力発電所。2013年5月8日に霊光原子力発電所から改称した。
運営は韓国水力原子力が行っている。1号機は1981年2月着工し、1986年8月竣工。以降、2002年までに6機の原子炉が設置されている。総出力は587万5,000キロワット。
2010年5月には温排水を利用した水族館「エナジー・アクアリウム」が開設されている。

## 設備
|           | 運転開始       | 原子炉形式            | 設備容量 (kW) |
| --------- | -------------- | --------------------- | ------------- |
| 霊光1号機 | 1986年8月25日  | 加圧軽水炉 (PWR)      | 94.7万        |
| 霊光2号機 | 1987年6月10日  | 加圧軽水炉 (PWR)      | 95.3万        |
| 霊光3号機 | 1995年3月31日  | 加圧軽水炉 (SYSTEM80) | 98.8万        |
| 霊光4号機 | 1996年1月1日   | 加圧軽水炉 (SYSTEM80) | 99.4万        |
| 霊光5号機 | 2002年5月21日  | KSNP (OPR-1000)       | 99.6万        |
| 霊光6号機 | 2002年12月24日 | KSNP (OPR-1000)       | 99.7万        |

## トラブル
- 2011年1月、5号機の蒸気発生器点検中に故障、自動停止。
- 2011年2月4日、5号機が冷却ポンプのモーター故障で自動停止。モーター内部のコイルから長さ30センチのドライバーが見つかっており、これにより短絡したことが原因と考えられている。
- 2012年4月30日、6号機で燃料棒が損傷[3]。
- 2012年6月30日、6号機の制御棒駆動装置のトラブルで自動停止[4]。
- 2012年7月30日、6号機が自動停止[5]。
- 2012年7月31日、2号機で蒸気発生器への給水ポンプ1台が故障、出力低下が発生[6]。
- 2012年10月2日、5号機で蒸気発生器への給水ポンプ1台が故障、発電が自動停止[7]。
- 2012年11月5日、5・6号機で品質保証書を偽造した部品が取り付けられていることが判明、稼働中断[8][9]。
- 2012年11月10日、10月に行なわれた整備の際に3号機の「制御棒案内管」に亀裂が見つかったとして再稼働を延期[10]。
- 2013年12月4日、3号機が故障により稼働停止[11]。
- 2014年2月28日、2号機がトラブルで稼動停止[12]。
- 2014年10月1日、1号機と2号機で一時的に外部電源を喪失[13]。
- 2014年10月17日、3号機の蒸気発生器で冷却水漏れを確認したため稼働停止[14][15]。